# سيجوربيرجور سفينسون
سيجوربيرجور سفينسون مواليد 12 أغسطس 1987 في هافنارفيوردور، آيسلندا، هو لاعب كرة يد أيسلندي يلعب كظهير أيسر. مثل منتخب آيسلندا لكرة اليد.

## المسيرة الاحترافية
لعب مع نادي هيكار لكرة اليد في سنة 2010، ثم لعب مع نادي هانوفر بورغدورف لكرة اليد في الدوري الألماني في موسم 2010–2011، ثم لعب مع نادي هيكار لكرة اليد من سنة 2012 إلى 2014، ثم لعب مع نادي إرلنغن لكرة اليد في الدوري الألماني في موسم 2014–2015.

## سجل المنافسة
شارك في البطولات التالية:
- بطولة العالم لكرة اليد للرجال 2015

## روابط خارجية
- سيجوربيرجور سفينسون على موقع الاتحاد الأوروبي لكرة اليد (الإنجليزية)